# Østersøgades Gymnasium
Østersøgades Gymnasium var et privat københavnsk gymnasium med grundskole beliggende Øster Søgade 88 fra 1895 til 1964.
Østersøgades Gymnasium blev grundlagt den 1. november 1870 af komtesse Thusnelda Moltke som Th. Moltkes Borgerskole for Pigebørn. I 1895 flyttede skolen til Østersøgade 88. I 1964 flyttede skolen fra København til Gentofte og skiftede navn til Kildegård Gymnasium. Dette  blev nedlagt som gymnasium i 2005. I 2005 skiftede skolen navn til Kildegård Privatskole, som i dag har elever fra 0.-10. klasse.

## Kendte studenter
- 1896: Frederik Moltke, officer
- 1897: Flemming Knuth, cand.polyt. samt embedsmand og godsejer
- 1900: Paul Hagemann, grosserer, bankier og amatørfløjtenist
- 1902: Jørgen Sehested, jurist, godsejer og under besættelsen medlem af det danske nazistiske parti, DNSAP
- 1903: Helge Bennike, modstandsmand og officer
- 1904: Knud Brockenhuus-Schack, godsejer og hofjægermester
- 1905: Aage Danneskiold-Samsøe, overdirektør for Gisselfeld 1914-1945, hofjægermester og kaptajn i Livgarden
- 1905: Hans Øllgaard, biskop over Fyens Stift 1938-1958 og medlem af Danmarks Frihedsråd
- 1909: Johan Fischer, landsdommer
- ca. 1909: Thomas P. Hejle,  lærer, skuespiller og manuskriptforfatter
- ca. 1914: Henning Haslund-Christensen, forskningsrejsende, orientalist, mongolog og forfatter
- 1918: Paul Holt, politiker og rektor for Århus Seminarium 1949-68
- 1924: Jørgen Varming, B.Sc. of civil engineering og ingeniør
- 1925: Carl Moltke, jurist og overpræsident i København
- ca. 1932: Gunnar Krohn, modernistisk arkitekt
- 1933: Claus Brun, læge, dr.med. med speciale i nefrologi
- 1933: Frederik de Jonquières, jurist og diplomat
- 1933: Godfred Hartmann, forlægger og forfatter
- 1933: Svend Aage Petersen, arkitekt og chef for Søværnets Bygningsdistrikt
- 1934: Johannes W. Jacobsen, cand.theol. og den 41. biskop over Viborg Stift fra 1968 til sin pensionering i 1985
- 1935: Jens Gielstrup, journalist og forfatter
- 1938: Erik Fischer, kunsthistoriker og overinspektør
- 1945: Leif Plenov, journalist, tilrettelægger, lydbogsindlæser og forfatter
- 1949: Ebbe Wedell-Wedellsborg, skibsreder, godsejer og erhvervsmand
- 1961: Søren Birkelund, klarinettist og kgl. kapelmusikus
- 1961: Svend Auken, formand for Socialdemokratiet
- ca. 1961: Henrik Wedell-Wedellsborg, kongehusets advokat
- 1962: Per Vadmand,  forfatter, oversætter og musiker
- 1963: Margrete Auken, præst, politiker, MF og MEP
- 1963: Hans Christian Bjerg, historiker og tidligere overarkivar på Rigsarkivet
- ca. 1964: Ole Hartling, overlæge dr.med. og formand for Etisk Råd 2003-2007

| Skole | Spire Denne artikel om en skole, en uddannelsesinstitution eller uddannelse er en spire som bør udbygges. Du er velkommen til at hjælpe Wikipedia ved at udvide den. |

|  | Denne artikel kan blive bedre, hvis der indsættes geografiske koordinater Denne artikel omhandler et emne, som har en geografisk lokation. Du kan hjælpe ved at indsætte koordinater i wikidata. |